# 风派
风派，文革用语，是文革后喻指没有自己立场、不坚持独立思考、谁的势力大就为谁卖命，甚至摇摆不定、忽左忽右、卖身背叛的政治投机者。他们跟随潮流而善变，翻云覆雨，今是而昨非，变幻莫测，风驰电掣，连眉头都不皱一下，不管什么时候都能左右逢源、善于讨好得势牟利。与“震派”、“闹派”相关、相对的，特指在文革投靠祸国殃民的极左政治势力、上了贼船的人们。
文革时政局变化频繁，连毛泽东本人也没有贯穿始终的计划、安排，只是在激进的中央文革秀才集团、以林彪为代表的军人集团、保障日常运转的国务院之间，进行平衡、仲裁。这一切，都是围绕保住统驭权而随机变化的实用主义游戏，没有政治逻辑的一贯性，让人们无法凭借理性去认识、预测、判断，只能竭力紧跟。“上面怎么说我就怎么做”，以求政治上的安全。消极的紧跟成了人们自保的自然选择。
中华人民共和国在民族独立方面赢得的成就，政治上持不同意见者的屡次受挫，毛泽东被塑造成为高瞻远瞩的“领袖”、“统帅”、“导师”、“舵手”，使习惯于信任、崇拜毛泽东的人们，对现实政治持自觉的认同态度。
到了文革，政治高压和合法性资源、法制秩序荡然无存，造成人的尊严的匮乏，只能违心地随大流。积极的紧跟，就成了功利心强的类型的人处世方式。[注]比消极的从众行为，更多一些追赶时髦的主动出击。他们也因此得到了权势名利，成为从文革获益的既得利益者。是以放弃做人底线为代价的一种生存技巧。

## 特徵
脑袋尖、骨头软、鼻子灵、脸皮厚，被概括为文革风派的行为特征。脑袋尖是风派利欲熏心的官瘾物欲，驱使着他们不甘寂寞，钻营奔走；鼻子灵是风派的才能，惟其如此才能知微见著，抢先下注，博得彩头（一旦失手，就成“聪明反被聪明误”）；骨头软虽是人所共有的畏惧，有保身保家的无奈，也有底线失守的节操阙失；脸皮厚是风派的胆，让他们行事时雷厉风行、弹不虚发。毛泽东亦曾讽刺风派说，他们是“以‘风’为准。今天刮北风，他是北风派，明天刮西风，他是西风派，后来又刮北风，他又是北风派”。史书记载，后梁、后唐、后晋、后汉、后周五朝元老冯道的得势秘诀是：“观望形势，计算利害，谋而后动，丝毫不差”。
十年动乱造成巨大灾难的全局性错误，所以能延续那么长的时间，就是因为有这样的风派。“震派”的得势，有“风派”的成全为虎作伥。因此文革后“风派”遭到了较多的讽刺。改变学术主张趋时逢迎的冯友兰（参加各式写作组的人为数还有不少）、畏祸认罪随侍谄媚的郭沫若等都曾被指为风派，火线亮相的老干部马天水、洒脱才俊乔冠华也是其中的典型。人们通常认为，如果说随风转舵（被动避祸）还情有可原，那么兴风作浪（主动作恶）就其罪可诛了。但也有人指出，只有当人们有选择自由时，批评风派才有意义；当人们丧失选择自由时，还批评风派就失之于苛求了。
文革流行一句劝降的说辞：“受蒙蔽无罪，反戈一击有功！”也给风派搭了一个梯子。